# ستيفن إي. شوارتز
ستيفن إي. شوارتز (بالإنجليزية: Stephen E. Schwartz)‏ هو كيميائي أمريكي، ولد في 1941 في سانت لويس في الولايات المتحدة.